# Braunschweig-Süd
| Stadtbezirk Braunschweig-Süd Stadt Braunschweig | Stadtbezirk Braunschweig-Süd Stadt Braunschweig |
| ----------------------------------------------- | ----------------------------------------------- |
| Lage von Braunschweig-Süd in Braunschweig       |                                                 |
| Bezirksbürgermeister/in:                        | Matthias Disterheft (SPD)                       |
| Stadtbezirk:                                    | Nr. 211                                         |
| Einwohner:                                      | 19.879 (31. Dez. 2020)                          |
| Fläche:                                         | 1.521 ha                                        |
| Bevölkerungsdichte:                             |                                                 |
| Postleitzahlen:                                 | 38122, 38124                                    |

Braunschweig-Süd ist seit Oktober 2021 ein Stadtbezirk der Stadt Braunschweig, der durch Zusammenlegung der bisherigen Stadtbezirke Heidberg-Melverode und Stöckheim-Leiferde entstanden ist. Die Zusammenlegung erfolgte durch einen Ratsbeschluss zwecks Verringerung der Anzahl an Stadtbezirken.
Er hat die amtliche Nummer 211. Der Bezirk hat 19.879 Einwohner und umfasst etwa acht Prozent der Stadtfläche.
Im neuen Stadtbezirk befinden sich die Stadtteile Heidberg, Melverode, Leiferde und Stöckheim, sowie der Weiler Friedrichshöhe.

## Statistische Bezirke
Im Stadtbezirk befinden sich folgende statistische Bezirke:
- Am Südsee (Nr. 24)
- Heidberg (Nr. 54)
- Melverode (Nr. 55)
- Mascherode (Nr. 71), teilweise
- Stöckheim (Nr. 72)
- Leiferde (Nr. 73)

## Politik
Bezirksbürgermeister
- Matthias Disterheft (SPD)

(Der Stadtbezirk wurde 2021 neu eingerichtet, daher sind keine Ergebnisse von 2016 eingetragen)
| Partei             | Stimmen 2021 | Sitze 2021 | Stimmen 2016 | Sitze 2016 |
| ------------------ | ------------ | ---------- | ------------ | ---------- |
| SPD                | 37,5 %       | 6          |              |            |
| CDU                | 28,8 %       | 5          |              |            |
| GRÜNE              | 14,5 %       | 2          |              |            |
| FDP                | 5,5 %        | 1          |              |            |
| BIBS               | 3,6 %        | 1          |              |            |
| Die Linke          | 3,4 %        | 1          |              |            |
| Freie Wählergruppe | 3,1 %        | 1          |              |            |
| Piraten            | 2,1 %        | -          |              |            |
| Basis              | 1,7 %        | -          |              |            |
| Die PARTEI         | -            | -          |              |            |
| AfD                | -            | -          |              |            |
| BIG                | -            | -          |              |            |
| Gesamt             | 100 %        | 17         |              |            |